# Адріан Мартінес
Адріан Мартінес (англ. Adrian Martinez; нар. 20 січня 1972, Нью-Йорк) — американський актор і комік, відомий за «Таємне життя Волтера Мітті» та «Фокус». Він також працював у театрі. Також відомий своєю роллю хлопця «Двічі перевірка знижки» в серії рекламних роликів State Farm з Аароном Роджерсом у головній ролі.

## Кар'єра
Свою акторську кар'єру Мартінес дебютував у серіалі Найрозшукувані в Америці у 1993 році, і відтоді він зіграв у кількох телесеріалах. Він також працював у театрі та був членом LAByrinth Theatre Company.
У 2009 році Мартінес з'явився у фільмі Grand Theft Auto IV: The Lost and Damned як Браян Джеремі, другорядний антагоніст, дію якого відбувається у 2008 році Джонні Клебіц у фільмах «Ангели смерті» та «Втрачені MC Brotherhoods».
У 2010 році Мартінес знявся у бойовику «Парочка копів» у ролі Тіно разом з Брюсом Віллісом та Трейсі Морган, режисером Кевін Сміт, випущений 26 лютого 2010 р. компанією Warner Bros. Pictures. Він зіграв роль Джинджер Гун у комедійному фільмі про супергероя «Пипець», у якому знявся Аарон Тейлор-Джонсон, Марк Стронг та Хлоя Грейс Морец, режисер Меттью Вон і випущений 16 квітня 2010 року.
У 2012 році Мартінес знявся в іспаномовній комедії «Casa de Mi Padre» у ролі Мануэля разом із Віллом Ферреллом, Гаель Гарсія Берналь та Дієго Луна. Фільм був знятий режисером Метт Підмонт і вийшов у прокат 16 березня 2012 року.
У 2013 році Мартінес знявся в біографічній комедії «Таємне життя Волтера Мітті» у ролі Ернандо у ролі другого плану разом із Беном Стіллером та Крістен Віг у головній ролі. Пізніше він також знявся у фільмі «Американська афера» у ролі Джуліуса разом із Крістіаном Бейлом, Бредлі Купером, Джеремі Реннером, Емі Адамс і Дженніфер Лоуренс. Девід Рассел зняв фільм за власним сценарієм, у співавторстві з Еріком Воррен Сінгер, і фільм був випущений 13 грудня 2013 року компанією Columbia Pictures.
У 2014 році Мартінес з'явився у фільмі про супергероя «Нова Людина-павук 2. Висока напруга» в ролі касира Bodega разом із Ендрю Гарфілдом та Еммою Стоун, режисером Марк Вебб і випущено 2 травня 2014 року.
У 2015 році Мартінес зіграв визначну роль Фархада в комедії про пограбування «Фокус» разом із Віллом Смітом та Марго Роббі, режисером Гленом Фікаррі і Джон Рекуа за власним сценарієм. Фільм був випущено 27 лютого 2015 року студією Warner Bros. Фокус був його першою головною роллю в кар'єрі за 20 років, на якій Мартінес відчував, що він «бігав у марафону протягом 20 років, і хтось зі сторони просто простягнув руку і вручив йому келих шампанського.» Він також з'явився в комедійному фільмі «Сестри», а також Тіна Фей та Емі Полер, який вийшов у прокат 18 грудня 2015 року.
У червні 2015 року Мартінес знявся у бойовику з Брюсом Віллісом у головній ролі, щоб зіграти власника місцевої піцерії. Режисерами фільму з робочою назвою «Going Under» стали Марк Каллен і Робб Каллен. Він був випущений під назвою «Його собаче діло» у 2017 році.
Він приєднався до основного акторського складу телевізійного серіалу ABC «Стамптаун» (2019) у ролі Тукі, власника фургона, який служить інформатором для головного героя, якого грає Кобі Смолдерс.

## Фільмографія
|      | Назва                                  | Роль                       | Примітки  |
| ---- | -------------------------------------- | -------------------------- | --------- |
| 1998 | Ідеальне вбивство                      | Молодий жорсткий           |           |
| 1999 | Деякі риби можуть літати               | Горбатий чоловік           |           |
| 2002 | В Америці                              | Крамар                     |           |
| 2003 | Свято Ейпріл                           | Людина в мохеровому светрі |           |
| 2004 | Погане яблуко                          | Капітан порома             | телефільм |
| 2004 | Чоловіки без роботи                    | Вовчий                     |           |
| 2004 | Дружина поштового замовлення           | Адріан                     |           |
| 2004 | Нью-Йоркське таксі                     | Бразильський чоловік       |           |
| 2004 | Кукурудза                              | Поштовий розсилник         |           |
| 2007 | Ігри диявола                           | Охоронець                  |           |
| 2008 | Акція                                  | Октавіо                    |           |
| 2008 | Мона                                   | Боб                        |           |
| 2008 | Корпоративні справи                    | Грег Мартінес              |           |
| 2008 | Право на вбивство                      | Гленн                      |           |
| 2009 | Захоплення підземки 123                | Таксі                      |           |
| 2009 | Маленький Нью-Йорк                     | Офіцер Родрігес            |           |
| 2009 | Міністри                               | Майк                       |           |
| 2010 | Парочка копів                          | Тіно                       |           |
| 2010 | Пипець                                 | Джинджер Гун               |           |
| 2010 | Це дуже цікава історія                 | Джонні                     |           |
| 2010 | Ранковий підйом                        | IBS Lobby Guard            |           |
| 2010 | Supergo                                | Едуардо                    | телефільм |
| 2011 | Страшенно голосно і неймовірно близько | Гектор Блек                |           |
| 2012 | Піраньї 3DD                            | Великий Дейв               |           |
| 2013 | Китайська головоломка                  | Le patron coursier         |           |
| 2013 | Таємне життя Волтера Мітті             | Ернандо                    |           |
| 2013 | Американська афера                     | Юлій                       |           |
| 2014 | Нова Людина-павук 2. Висока напруга    | Бодега Касир               |           |
| 2015 | Фокус                                  | Фархад                     |           |
| 2015 | Сестри                                 | Офіцер Гарріс              |           |
| 2016 | Новорічний корпоратив                  | Ларрі                      |           |
| 2017 | Його собаче діло                       | Тіно                       |           |
| 2018 | Красуня на всю голову                  | Мейсон                     |           |
| 2019 | Леді та Блудько                        | Еліот                      |           |
| 2021 | Винний                                 | Менні                      |           |
| 2022 | Singleholic                            | Чарлі                      |           |
| 2022 | Measure of Revenge                     | Еддісон                    |           |
| 2023 | Ренфілд                                | Кріс Маркос                |           |
| 2024 | Без глазурі                            | Том Карвел                 |           |
| 2025 | Аматор                                 | Карлос                     |           |